# Pollina
Pollina település Olaszországban, Szicília régióban, Palermo megyében. Lakosainak száma 2853 fő (2023. január 1.). Pollina Cefalù, Castelbuono és San Mauro Castelverde községekkel határos.

## Népesség
A település lakossága az elmúlt években az alábbi módon változott:
| Lakosok száma | 2978 | 2950 | 2853 |
|               | 2017 | 2018 | 2023 |